# Omari Sterling-James
Omari Shaquil Jabari Sterling-James (Birmingham, Inglaterra, Reino Unido, 15 de septiembre de 1993) es un futbolista británico-sancristobaleño que juega como delantero en el Kidderminster Harriers de la National League North de Inglaterra. Anteriormente jugó en la English Football League para Cheltenham Town y Mansfield Town, y en fútbol semiprofesional para Alvechurch, Redditch United, Oxford City, Gloucester City, Solihull Moors, Brackley Town y Kettering Town. Nacido en Inglaterra, es internacional con la selección de fútbol de San Cristóbal y Nieves. 

## Carrera

### Clubes
Sterling-James comenzó su carrera en el Birmingham City y fue liberado en el verano de 2012. Poco después se mudó al club Alvechurch de Midland Football Alliance y anotó 11 goles en su primera temporada.
En septiembre de 2013, Sterling-James se mudó al Redditch United de la Southern Football League. Apareció regularmente con el equipo, también marcó 13 goles durante toda la campaña.
Durante una prueba con el Cheltenham Town de la English Football League Two, Sterling-James impresionó en los amistosos de pretemporada y el 21 de julio de 2014 firmó un contrato por seis meses.
Hizo su debut profesional el 12 de agosto en la Copa de la Liga, como suplente en la derrota por 2-0 ante Brighton & Hove Albion. En diciembre, firmó un contrato extendido hasta junio de 2016. Hizo 22 apariciones en la liga, anotando una vez, en la temporada 2014-15 de Cheltenham, al final de la cual el equipo descendió a la National League.
Sterling-James pasó la primera mitad de la siguiente temporada cedido en el Oxford City de la National League South. En diciembre de 2015, Cheltenham confirmó que era uno de los siete jugadores cuyos contratos no se renovarían. Cuando regresó a su club principal, hizo una aparición, en el FA Trophy, antes de unirse al club Gloucester City de National League North el 4 de febrero de 2016 cedido hasta el final de la temporada.
Sterling-James fichó por Solihull Moors, recién ascendido a la National League, en julio de 2016[cita requerida] Anotó y fue nombrado mejor jugador del partido en su debut en una victoria por 3-1 sobre el Sutton United. A fines de diciembre firmó un nuevo contrato, y terminó la temporada con 9 goles en 46 apariciones.
Aunque Moors quería mantener a Sterling-James en el club, estaba decidido a regresar a la English Football League y fichó por el club Mansfield Town de la League Two en una transferencia gratuita. A mediados de enero de 2018, no había marcado en veinte apariciones, solo dos de las cuales fueron titulares en la liga, y se reincorporó a Solihull Moors el 22 de marzo cedido hasta el final de la temporada. Jugó en tres partidos más de Mansfield antes de que fracasara un movimiento de préstamo propuesto a Boston United y terminó la temporada 2018-19 cedido a Brackley Town de la National South League. A su regreso a Mansfield, nuevamente luchó por minutos de juego, se unió al Kettering Town en préstamo poco antes de que la National League fuera suspendida debido a la pandemia de COVID-19, y fue liberado cuando expiró su contrato.
Sterling-James firmó para Kidderminster Harriers en septiembre de 2020, Jugó en todos los partidos de la National League North a excepción de uno, antes de que la temporada terminara antes de tiempo debido a COVID-19. Fue un habitual en el equipo de Kidderminster en 2021-22 y contribuyó a su carrera en la FA Cup 2021-22: al ingresar en la segunda ronda de clasificación, vencieron al Reading de la English Football League Championship para llegar a la cuarta ronda, en la que iban adelante en el marcador ante el West Ham United de la Premier League hasta los minutos finales del partido, antes de perder en la prórroga.

### Selección nacional
Sterling-James recibió su primera convocatoria internacional con la selección nacional de San Cristóbal y Nieves para los amistosos contra Armenia y Georgia el 4 y 7 de junio de 2017. Jugó en los dos juegos donde ambos fueron derrotas. Anotó su primer gol para San Cristóbal y Nieves en la victoria por 10-0 contra San Martín en las rondas de clasificación de la Liga de Naciones de la ConcacaF 2019-20.

## Estadísticas
| Club                       | Temporada | Liga                  | Liga     | Liga  | FA Cup   | FA Cup | League Cup | League Cup | Otro     | Otro  | Total    | Total |
| Club                       | Temporada | División              | Partidos | Goles | Partidos | Goles  | Partidos   | Goles      | Partidos | Goles | Partidos | Goles |
| -------------------------- | --------- | --------------------- | -------- | ----- | -------- | ------ | ---------- | ---------- | -------- | ----- | -------- | ----- |
| Cheltenham Town            | 2014–15   | League Two            | 22       | 1     | 0        | 0      | 1          | 0          | 1        | 0     | 24       | 1     |
| Cheltenham Town            | 2015–16   | National League       | 0        | 0     | —        | —      | —          | —          | 1        | 0     | 1        | 0     |
| Cheltenham Town            | Total     | Total                 | 22       | 1     | 0        | 0      | 1          | 0          | 2        | 0     | 25       | 1     |
| Oxford City (préstamo)     | 2015–16   | National League South | 17       | 1     | 2        | 2      | —          | —          | 0        | 0     | 19       | 3     |
| Gloucester City (préstamo) | 2015–16   | National League North | 14       | 2     | —        | —      | —          | —          | —        | —     | 14       | 2     |
| Solihull Moors             | 2016–17   | National League       | 42       | 9     | 4        | 0      | —          | —          | 0        | 0     | 46       | 9     |
| Mansfield Town             | 2017–18   | League Two            | 13       | 0     | 2        | 0      | 1          | 0          | 4        | 0     | 20       | 0     |
| Mansfield Town             | 2018–19   | League Two            | 0        | 0     | 1        | 0      | 0          | 0          | 1        | 0     | 2        | 0     |
| Mansfield Town             | 2019–20   | League Two            | 8        | 1     | 1        | 0      | 1          | 1          | 3        | 2     | 13       | 4     |
| Mansfield Town             | Total     | Total                 | 21       | 1     | 4        | 0      | 2          | 1          | 8        | 2     | 35       | 4     |
| Solihull Moors (préstamo)  | 2017–18   | National League       | 8        | 1     | —        | —      | —          | —          | 0        | 0     | 8        | 1     |
| Brackley Town (préstamo)   | 2018–19   | National League South | 8        | 0     | —        | —      | —          | —          | 2        | 0     | 10       | 0     |
| Kettering Town (préstamo)  | 2019–20   | National League North | 3        | 1     | —        | —      | —          | —          | —        | —     | 3        | 1     |
| Kidderminster Harriers     | 2020–21   | National League North | 14       | 4     | 1        | 0      | —          | —          | 1        | 0     | 16       | 4     |
| Kidderminster Harriers     | 2021–22   | National League North | 38       | 9     | 6        | 0      | —          | —          | 2        | 0     | 46       | 9     |
| Kidderminster Harriers     | Total     | Total                 | 52       | 13    | 7        | 0      | —          | —          | 3        | 0     | 62       | 13    |
| Total                      | Total     | Total                 | 187      | 29    | 17       | 2      | 3          | 1          | 15       | 2     | 222      | 34    |

### Goles internacionales
| N.º | Fecha                 | Lugar                                                   | Adversario   | Gol | Resultado | Competencia                                           |
| --- | --------------------- | ------------------------------------------------------- | ------------ | --- | --------- | ----------------------------------------------------- |
| 1.  | 14 de octubre de 2018 | Centro técnico Raymond E. Guishard, The Valley, Anguila | Saint Martin | 6–0 | 10-0      | Clasificación de la Liga de Naciones CONCACAF 2019-20 |
| 2.  | 10 de octubre de 2019 | Estadio Isidoro Beaton, Belmopán, Belice                | Belice       | 1–0 | 4–0       | 2019-20 CONCACAF Liga de Naciones B                   |
| 3.  | 27 de marzo de 2021   | Estadio Thomas Robinson, Nasáu, Bahamas                 | Bahamas      | 4–0 | 4-0       | Clasificación para la Copa Mundial de la FIFA 2022    |